# 曹德连
曹德连（1907年—1995年），中国人民解放军将领、中国人民解放军开国少将。
曾任中国人民解放军沈阳军区后勤部政委。1955年，授予中国人民解放军少将。